# 廾部
廾部（きょうぶ）は、漢字を部首により分類したグループの一つ。
康熙字典214部首では55番目に置かれる（3画の26番目）。

## 概要
「廾」の字は両手で捧げ持つの意。また「拱」に通じて、こまぬくの意を表す。
偏旁の意符としては両手で持つこと、捧げることを示す。なおこの偏旁の変形である「一」の下に「八」の字形は八部に分類されている。
廾部はこのような意符を構成要素とする漢字および「廾」の形を筆画に持つ漢字を分類している。

## 部首の通称
- 日本：きょう、こまぬき（「拱（こまぬく・こまねく）」から）、にじゅうあし（20を意味する「卄」に似ることから。ただし「卄」と「廾」は別の字である）
- 中国：弄字底
- 韓国：스물입부（seumul ip bu、20の卄の部）
- 英米：Radical two hands

## 部首字
廾 - 拱に通じる
- 広韻 - 居悚切、腫韻
- 詩韻 - 腫韻、上声
- 三十六字母 - 見母
- 日本語 - 音：キョウ（漢音）
- 中国語 - ピンイン：gǒng 注音：ㄍㄨㄥˇ ウェード式：kung 3
- 朝鮮語 - 訓音：들（teul、もつ）손맞잡을（son matjabeul、手を組む） 공(gong)

## 例字
- 廾・弁・弄・弊